# Сослан на планету Земля
«Сослан на планету Земля» (англ. Hard Time on Planet Earth) — научно-фантастический телевизионный сериал. Был снят только один сезон, состоящий из 13 серий. Премьера состоялась 1 марта 1989 года на канале CBS. Зрительского отклика сериал не нашёл и после выхода первого сезона был закрыт.
В России премьера состоялась на канале РТР, где сериал демонстрировался с марта по июнь 1993 года в рамках проекта «Дисней по пятницам».

## Сюжет
Главный герой — инопланетянин, офицер элитного воинского подразделения, участвовавший в межпланетной войне. По окончании войны не вписался в мирную жизнь и был осуждён трибуналом за излишнюю жестокость. Учитывая былые заслуги боевого офицера, ему смягчили наказание и дали шанс исправиться: он должен был провести неопределенное время в человеческом теле на планете Земля. Вместе с ним на Землю был послан Контроль — маленький летающий робот, напоминающий внешне глаз, с миссией наблюдать за Джесси (это земное имя выбрал себе сам инопланетный воин) и контролировать его жестокие манеры. В случае ненормативного поведения Джесси Контроль не преминет напомнить ему об этом, часто используя свою любимую фразу «Агрессивность? Нехорошо!».
Каждая серия представляет собой отдельный эпизод из жизни Джесси на Земле. Первоначально он достаточно эгоистичен и очень неохотно помогает нуждающимся в помощи людям, действуя исключительно ради одобрения со стороны Контроля, чтобы побыстрее положить конец своему инопланетному заключению. Однако постепенно главный герой меняется и начинает с большей симпатией относиться к землянам, так как в некоторых из людей он начинает замечать добро.

## Список серий
1. Чужак на чужой земле (Stranger In A Strange Land)
Инопланетный воин Джесси, натворивший дел на своей планете, в целях перевоспитания попадает на Землю. Первое его знакомство с землянами, которые оказались полицейскими, оказывается не очень приятным, и Джесси приходится спасаться бегством. По пути в Лос-Анджелес он спасает попавшую в автомобильную аварию девушку-археолога. В Лос-Анджелесе Джесси помогает задержать грабителей магазина ювелирных украшений.
2. Чему доверять? (Something To Bank On)
 Желая обеспечить Джесси деньгами, Контроль взломал ряд банкоматов. Посмотрев телесюжет об этом, Джесси понимает, что стал вором, и решает вернуть деньги. Однако в итоге его арестовывают по обвинению в ограблении.
3. Контроль потерялся (Losing Control)
Во время посещения Диснейлэнда происходит неприятность: Контроль, пытаясь улучшить игровые автоматы, разряжается и попадает в руки мальчика. Тот сразу понимает, что это что-то непростое, и пока Джесси, сбившись с ног, ищет своего друга, парень пытается вернуть Контроля к жизни.
4. Домой (The Way Home)
Работая садовником у бизнесмена, Джесси встречает девушку, которую из-за её поведения выгнали из дома её родители. Он решает помирить её с семьей и вернуть домой.
5. Ты можешь быть кем захочешь (All That You Can Be)
Джесси, как ему кажется, нашёл свой смысл существования на Земле, и, к неудовольствию Контроля, занялся тем, что у него лучше всего получается — поступил на службу в армию США. Желающий уйти в отпуск сержант создал Джесси липовый послужной список и временно назначил на своё место. Однако под командование Джесси поступает худший отряд в части.
6. Война полов (Battle Of The Sexes)
На Землю прибывает инопланетянка, планирующая использовать Джесси для сбора информации и заставить его предать своих друзей. Однако по её пробелам в знании культуры Земли Джесси раскрывает её истинную личность.
7. Смерть разлучит нас (Death Do Us Part)
Джесси становится победителем в телевизионной игре, приз — свидание с красивой девушкой. Во время свидания он спасает девушку от грабителей. Хотя персонажи не знают этого — одним из грабителей был жених девушки. Так как этот жених пытается подставить Джесси, тот в свою очередь решает найти настоящего преступника.
8. Продавец xот-догов (The Hot Dog Man)
Продавая хот-доги в спортивном клубе, Джесси впервые видит поединок рестлеров, и, решив, что это драка, лезет разнимать дерущихся, в результате чего невольно становится звездой рестлинга.
9. Джесси получает известность (Jessie’s Fifteen Minutes) Джесси спасает девушку-фотомодель от молодых бандитов, она за это приглашает его на вечеринку модельеров. Там его примечает известный фотограф и делает сессию снимков Джесси ради смеха. Эти снимки замечает директор студии и предлагает сделать из него современную модель для фото криминального типажа. Снимки обретают известность, и главный герой становится знаменит — он почти на каждой обложке популярных журналов. Но тут появляются конкуренты-завистники, которые хотят любой ценой убрать Джесси с арены модельного бизнеса.
10. Родео (Rodeo Show)
11. Не у нас (Not In Our Stars)
12. Настоящий американец (The All American)
13. Банда Уолли (Wally’s Gang)
Джесси спасает ведущего детского телешоу, выпавшего из окна небоскрёба. В благодарность тот приглашает Джесси на телевидение. Поскольку спасение этого человека стоило Джесси очередной работы, он соглашается. Так он узнает другую сторону телевидения.